# البوسنة والهرسك في الألعاب الأولمبية الصيفية 2016
ستشارك البوسنة والهرسك في الألعاب الأولمبية الصيفية 2016 التي ستقام في ريو دي جانيرو في البرازيل وذلك بين 5 و21 أغسطس 2016. و هذه هي المرة السابعة التي يشارك فيها هذا البلد في الألعاب الأولمبية الصيفية، وسيدافع عن ألوان البوسنة والهرسك في الأولمبياد 11 رياضيا ورياضية في 5 رياضات هي ألعاب القوى والجودو وكرة المضرب والرماية و السباحة. في حين سيرفع العداء أمل توكا علم بلاده في حفل افتتاح الألعاب الأولمبية الصيفية 2016.

## الميداليات
| الرياضي | المنافسة | ذهبية | فضية | برونزية |
| ------- | -------- | ----- | ---- | ------- |
|         |          |       |      |         |
| المجموع |          |       |      |         |